# Marcus Lawler
Marcus Lawler (* 28. Februar 1995 in Carlow) ist ein irischer Leichtathlet, der sich auf den Sprint spezialisiert hat.

## Sportliche Laufbahn
Erste Erfahrungen bei internationalen Meisterschaften sammelte Marcus Lawler 2011 bei den Jugendweltmeisterschaften nahe Lille, bei denen er im 200-Meter-Lauf mit 21,81 s im Halbfinale ausschied. Anschließend wurde er beim Europäischen Olympischen Jugendfestival in Trabzon über dieselbe Distanz in 21,61 s Fünfter und schied mit der irischen 4-mal-100-Meter-Staffel mit 42,67 s in der Vorrunde aus. Im Jahr darauf schied er bei den Juniorenweltmeisterschaften in Barcelona mit 21,58 s in der ersten Runde aus, ehe er ein Jahr später bei den Junioreneuropameisterschaften in Rieti in 20,99 s den vierten Platz belegte und mit der Staffel mit 40,60 s im Vorlauf ausschied. 2014 nahm er erneut an den Juniorenweltmeisterschaften in Eugene teil, bei denen er aber mit 21,58 s erneut in der Vorrunde ausschied. Im Jahr darauf wurde er bei den U23-Europameisterschaften in Tallinn in 20,94 s Siebter über 200 Meter und erreichte mit der Staffel in 39,89 s Rang fünf. 
2016 nahm er erstmals an den Europameisterschaften in Amsterdam teil und erreichte dort das Halbfinale, in dem er mit 21,33 s ausschied. Zudem konnte er sich mit der irischen Staffel mit 39,52 s nicht für das Finale qualifizieren. Im Jahr darauf nahm er im 100-Meter-Lauf an der Sommer-Universiade in Taipeh teil und schied dort mit 10,70 s im Viertelfinale aus, ehe er 2018 bei den Europameisterschaften in Berlin mit 20,80 s in der ersten Runde ausschied. 2019 gewann er bei den Studentenweltspielen in Neapel in 20,55 s die Bronzemedaille hinter dem Brasilianer Paulo André de Oliveira und  Chederick van Wyk aus Südafrika. 2021 qualifizierte er sich über die Weltrangliste über 200 m für die Olympischen Spiele in Tokio und schied dort mit Saisonbestleistung von 20,73 s in der ersten Runde aus. Im Jahr darauf kam er bei den Europameisterschaften in München mit 21,10 s nicht über den Vorlauf hinaus und 2025 belegte er bei den Halleneuropameisterschaften in Apeldoorn in 3:17,63 min den fünften Platz in der Mixed-Staffel über 4-mal 400 Meter.
In den Jahren 2015 und 2020 wurde Lawler irischer Meister im 200-Meter-Lauf sowie 2015 auch über 100 Meter. In der Halle wurde er von 2014 bis 2016 und 2025 Meister über 200 Meter sowie 2018 im 60-Meter-Lauf.

## Persönliche Bestzeiten
- 100 Meter: 10,28 s (+1,8 m/s), 28. Juli 2024 in Tullamore
  - 60 Meter (Halle): 6,78 s, 9. Februar 2018 in Athlone
- 200 Meter: 20,40 s (+0,9 m/s), 16. Juli 2018 in Cork
  - 200 Meter (Halle): 20,74 s, 22. Februar 2025 in Dublin